# Porto Estrela
Porto Estrela är en kommun i Brasilien.   Den ligger i delstaten Mato Grosso, i den centrala delen av landet, 1 000 km väster om huvudstaden Brasília. Antalet invånare är 3 639.
Omgivningarna runt Porto Estrela är huvudsakligen savann. Runt Porto Estrela är det mycket glesbefolkat, med 2 invånare per kvadratkilometer.